# Amchoor

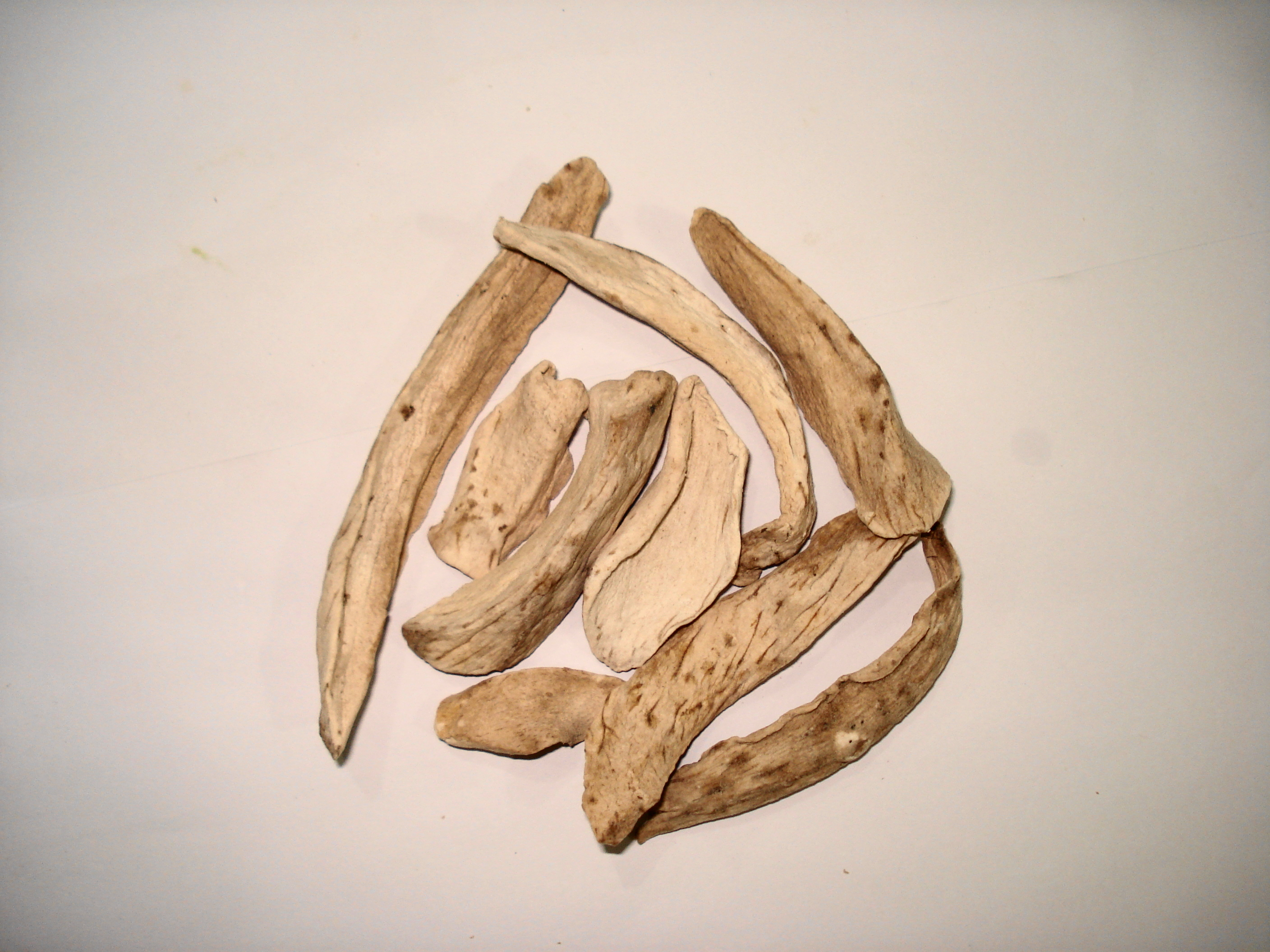
Gedroogde mangoreepjes

Amchoor, of mangopoeder, is een specerij die afkomstig is uit Zuidoost-Azië en vooral veel gebruikt wordt in de Indiase keuken. Het is een poeder gemaakt van gedroogde groene mango's (Mangifera indica). Het woord am is Hindi voor mango.

## Gebruik
Amchoor heeft een honingachtig aroma met een citroenachtige smaak. Het wordt gebruikt in samosa's, stoofschotels, piccalilly en roerbakschotels, zowel met groenten als met vlees. Het heeft een mals-makend effect in vleesschotels. Het poeder wordt gebruikt om een fruitige smaak te verkrijgen zonder vocht toe te voegen, of als zuurmaker.
De specerij gaat goed samen met andere specerijen, vooral chili, koriander en gember. Het is te vinden in het Indiase specerijenmengsel garam masala.